# Ljupčo Jordanovski
Ljupčo Jordanovski (en macédonien : Љупчо Јордановски), né le 13 février 1953 à Štip et mort le 7 octobre 2010 à Skopje, est un homme d'État macédonien.
Il est président de l'Assemblée entre 2003 et 2006. À ce titre, il exerce par intérim les fonctions de président de la République en 2004.

## Biographie

### Formation
Il est diplômé en génie électrique de l'université de Zagreb en 1975. En 1985, il obtient un doctorat de l'université de Californie du Sud.

### Politique
Il intègre en 1991 le bureau de l'Union sociale-démocrate de Macédoine (SDSM), puis le comité central en 1995. Au cours des élections législatives du 15 septembre 2002, il est élu député.
Le 18 novembre 2003, Ljupčo Jordanovski est élu président de l'Assemblée en remplacement de Nikola Popovski. Il devient président de la République par intérim le 26 février 2004, à la suite du décès de Boris Trajkovski dans l'accident de son avion en Bosnie-Herzégovine.
Il convoque une élection présidentielle anticipée au mois de avril, largement remportée au second tour par le social-démocrate Branko Crvenkovski. Il lui transmet ses pouvoirs le 12 mai.

### Diplomatie et fin de vie
Il est nommé ambassadeur aux États-Unis par le gouvernement de Vlado Bučkovski le 6 juillet 2006, au lendemain de la défaite de la SDSM aux élections législatives, et conserve la présidence du Parlement jusqu'en août. Le gouvernement issu de ce scrutin le rappelle fin décembre. En 2007, il quitte les sociaux-démocrates et fonde le Parti des démocrates libres (PSD).
Il meurt à Skopje le 7 octobre 2010, à 57 ans, de manière inattendue.

### Vie privée
Il est marié et père de trois enfants.